# Peniche
Peniche é uma cidade da  região Oeste portuguesa, situada na província histórica da Estremadura, e do distrito de Leiria com cerca de 13.200 habitantes (2021). Integra atualmente a NUTII do Oeste e Vale do Tejo.
É sede do pequeno Município de Peniche que tem 77,55 km² de área e 26 431 habitantes (2021) e está subdividido em 4 freguesias. O município é limitado a leste pelo de Óbidos, a sul pelo da Lourinhã e a oeste e norte pelo Oceano Atlântico.
Presume-se que o topónimo Peniche provém do latim vulgar pinniscula (península), o que significa que o termo se refere a um lugar e não a um povoado e que teve origem durante a Conquista romana da Península Ibérica. Por efeito da evolução linguística o termo terá perdido as últimas duas sílabas. Os mais recentes achados arqueológicos em Peniche e nas Berlengas parecem confirmar esta hipótese.
A cidade está localizada a norte de Lisboa (89,7 km via A8 / IP 6) e a sul de Coimbra (157,2 km via A1 / IC36 / A8 / IP 6).

## Implantação
Peniche, a cidade mais ocidental da Europa Continental, está implantada numa península (primitivamente uma ilha), com cerca de dez quilómetros de perímetro, criada por um tômbolo. O tômbolo da península de Peniche formou-se lentamente durante o século XVII. Essa língua de areia, na costa oriental da ilha, era invadida pelo mar durante a maré cheia  e ficava a descoberto durante a maré vazia.
Vila «de grande população e de muito negócio», Peniche tornava-se por isso ilha na preia-mar e península na baixa-mar. Esse facto é comprovado por uma gravura de 1634 de Pedro Teixeira Albernaz.[carece de fontes?] Além dos espaços urbanos, destaca-se ainda nesta gravura o porto de abrigo, adjacente à atual Avenida do Mar e as salinas, situadas a nordeste, no areal da praia da Gamboa (“Baya da Camboa” na gravura), que «carregam o sal em grande quantidade», bem essencial para a salga de pescado.  Por efeito do crescente assoreamento do tômbolo pelas areias, Peniche será definitivamente península a partir do século XVIII, embora o alagamento do chamado Fosso da Muralha durante a maré alta permitisse a navegação de pequenas embarcações entre norte e sul através do istmo.
O povoado foi construído numa área rochosa considerada por cientistas como única a nível mundial enquanto exemplo da transição do período Triássico, aquando da extinção do Jurássico Inferior. Essa área engloba a orla costeira desde a Papôa ao Cabo Carvoeiro. Essa particularidade marca inequivocamente a grande importância do património geológico e paleontológico de Peniche. 

## Geografia

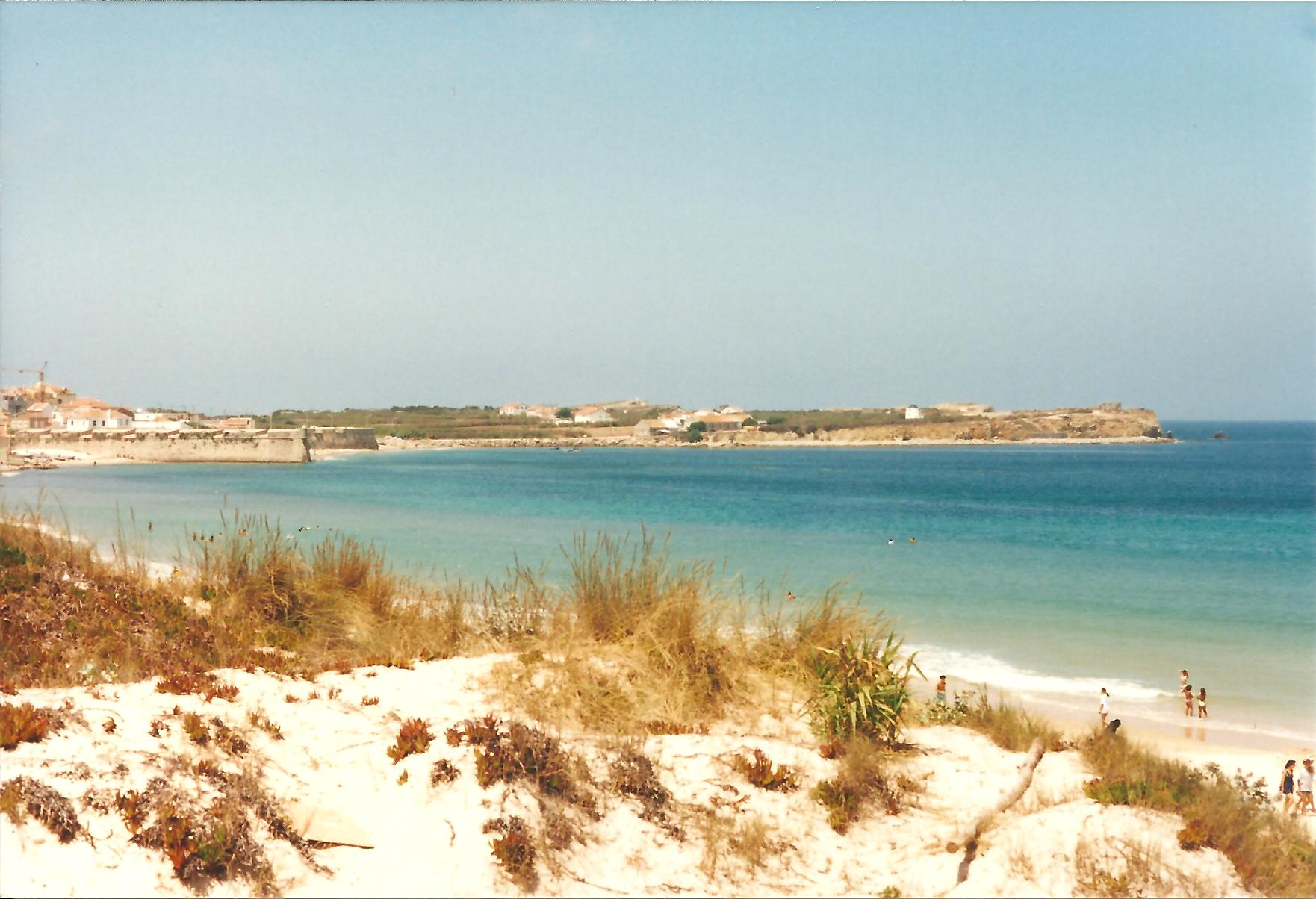
Praia de Peniche de Cima (Norte)

Peniche tem praias extensas a norte e a sul da península. A praia norte prolonga-se, ultrapassando o Baleal, a uns três quilómetros, numa extensão de cerca de nove quilómetros até à Foz do Arelho.
O ponto mais ocidental da Península de Peniche é o Cabo Carvoeiro.[carece de fontes?] A oeste do Cabo Carvoeiro, para lá das seis milhas, situa-se o arquipélago das Berlengas, formação de origem vulcânica alegadamente contemporânea com a do ilhéu da Papôa. Este arquipélago é hoje uma reserva natural onde se encontram espécies raras de flora,  aves e peixes.

## História

### A população da Península de Peniche e terras circundantes
O município de Peniche possui uma longa e rica história. Foi sucessivamente ocupado por populações que, ontem como hoje, fizeram da pesca e da agricultura as suas principais atividades económicas : agricultores locais que se tornam pescadores, pescadores migrantes provenientes de várias localidades da costa portuguesa, da Nazaré, da Póvoa de Varzim e do Algarve,  que se tornam residentes, pescadores residentes que, de geração em geração, abandonam Peniche e emigram.   A  especificidade geomorfológica e insular/peninsular de Peniche parece ter moldado e condicionado, de um ponto de vista socioeconómico e cultural, as populações que ao longo dos tempos ocuparam este território.  
Peniche e o seu município são palco de importantes acontecimentos históricos de índole nacional e internacional. Perante frequentes assaltos de piratas e ocupações de potências estrangeiras, foi terra defendida por uma construção fortificada, a Praça-forte de Peniche, mandada edificar pelo rei D. João III em 1557 e concluída em 1645 por D. João IV. Tendo sido praça militar em 1897 e bastião estratégico na defesa da península no século XIX,[ligação inativa] abrigou refugiados da Guerra dos Bôeres nos primeiros anos do século XX (1901) e prisioneiros alemães e austríacos durante a Primeira Guerra Mundial. Tornar-se-ia célebre como prisão política durante o regime autoritário de António de Oliveira Salazar, entre 1934 e 1974, ano da Revolução dos Cravos. Recolheu ainda famílias de retornados das ex-colónias portuguesas de África. Quando estes se integraram na sociedade metropolitana, o forte tornou-se museu local, o Museu Municipal de Peniche.
Em mapas do século XVI e XVII, a localidade aparece nomeada como Nova Lisboa. (Noua Lisbona)
É a partir da segunda metade do século XV que têm início momentos determinantes da história social e política de Peniche. Em 1449 D. Afonso V doa as Berlengas e o Baleal   ao Infante D. Henrique. Em 1497 D. Manuel concede aos moradores de Peniche a possibilidade de possuírem carniçaria e carniceiro, o que lhes permite não terem de ir a Atouguia da Baleia comprar carne, e a possibilidade ainda de cortar lenha em terras do reino. Em 1503 autoriza ainda aos penicheiros semearem nas terras do reguengo, entre a Gamboa e a Ribeira. Em 1537 D. João III ordena que quatro navios armados patrulhem os mares de Peniche para impedir ataques de corsários. Em 1557 el-rei D. Sebastião manda construir o Baluarte do Redondo, junto do portinho da Ribeira. 
Em 1589 desembarca em Peniche um exército inglês liderado por António, Prior do Crato, tendo como missão a tomada de Lisboa e a restauração da independência do território português. 
No final da primeira década do século XVII, ano de 1609, a povoação de Peniche é elevada por Filipe II de Espanha, rei invasor, à categoria de vila e sede de concelho. Em 1642, o Conselho de Guerra instaurado por D. João IV após a Restauração da Independência considera Peniche “a principal chave do reino pela parte do mar” dando início a uma ampla política de fortificação da vila, que tinha cerca de 3600 habitantes. No ano de 1735 existiam nas fortificações de Peniche cerca de 50 peças de artilharia, ao serviço de uma guarnição permanente composta por 316 militares.[carece de fontes?]
No ano sete do século XIX, a Praça de Peniche é ocupada por um regimento de Napoleão Bonaparte, durante a Primeira invasão francesa de Portugal.  Em 1808 ocorre na vila um levantamento popular, rapidamente reprimido pelo invasor, que acaba por abandonar esta praça militar ainda nesse mesmo ano. Em 1851, as rendas de bilros de Peniche são premiadas com Medalha de Prata em exposições internacionais, tanto em Paris como em Londres. 
No século XX, em 1901, são albergados no forte de Peniche a maioria dos 400 boers refugiados da guerra travada contra os ingleses na África do Sul. Um questionário da Companhia Real dos Caminhos de Ferro, ano de 1904, revela que as maiores indústrias do município eram a pesca e as rendas de bilros, seguidas do fabrico de telha, tijolos e loiças. Como principais produtos agrícolas são apontados o vinho, o milho, o feijão, a cevada, a batata e a cebola.  A salga e secagem do pescado contribuia também para que muitas pessoas tivessem uma fonte importante de receita.
Motoriza-se a pesca. As traineiras à vela serão cada vez menos. Em 1924 é lançada ao mar a primeira traineira a motor do Porto de Peniche, a ‘Carminha’, do armador Manuel Farto. A energia elétrica chega a Peniche em 1930. O município conta então com mais de 16000 habitantes, numa época em que a pesca da sardinha é o elemento dinamizador de uma importante indústria conserveira, cujo operariado é exclusivamente feminino. No entanto a  presença de cardumes de sardinha nos mares de Portugal apenas tem lugar na época do verão durante cerca de três meses. O restante pescado é insuficiente para permitir nas outras estações do ano o sustento tanto da população costeira como abastecer a indústria de conservas ou garantir o mínimo de lucros ao pequeno comércio. Todas as pessoas dependentes da pesca estão sujeitas a um modo de vida precário, dramático para algumas famílias, durante cerca de nove meses. A encosta sul da Península de Peniche, onde se situa o porto de abrigo, é de resto particularmente vulnerável ao mau tempo durante o inverno.
O ano de 1936 é marcado por tais condições, por sérios motivos de ordem social e política. É neste ano que a fortaleza é convertida pelo Estado Novo (Portugal) em prisão para simples delinquentes e particularmente para resistentes antifascistas.

### A Guerra das Espoletas
A "Guerra das Espoletas"  ou Revolta dos Mestres, refere-se a um levantamento popular em Peniche pelo direito ao trabalho, contra a fome e a miséria. «A 12 de Novembro, na véspera do motim, foram condenados na Capitania de Peniche os mestres e os proprietários das embarcações [nele implicados]. Aos mestres aplicou-se a pena de quatro meses de prisão, na cadeia das Caldas da Rainha e aos proprietários uma multa de 3.950 escudos que deveria ser paga até dia 16 de Novembro». 
Culmina o levantamento no dia 13 de novembro de 1935. Envolve « (...) cerca de um milhar de homens e mulheres que pretendiam evitar a prisão dos mestres das traineiras e assegurar a pesca e a produção nas fábricas de conservas.» São então presos e condenados cerca de sessenta mestres. Logo no início da revolta, a vila é invadida por forças militares da Guarda Nacional Republicana (GNR) e por agentes da Polícia Internacional e de Defesa do Estado. São inicialmente « (...) destacados seis praças da Guarda Nacional Republicana que estavam na Fortaleza de modo a protegerem a saída das camionetas e o pessoal encarregado da reparação das linhas caídas [derrubadas pelos manifestantes]. A Guarda Nacional Republicana e o guarda fios que estava a tentar repor as comunicações foram atacados à pedrada no sítio conhecido como Juncal, segundo o relatório do Administrador do Concelho houve ainda tiros vindos da multidão». Do rescaldo, «(...) resultou a morte de um civil, Francisco de Sousa, marítimo e natural de Peniche e um ferido, José Mendes, marítimo, natural da Nazaré. Da parte da G. N. R. três praças ficaram feridos.»  São assim presos e condenados cerca de sessenta mestres de traineiras . Os armadores, seus proprietários, são sujeitos a multas elevadas e as traineiras apreendidas. 
Torce o braço o Governo. Refere este mesmo documento que «No dia 22 de novembro foi publicado no Diário da República o Decreto-Lei nº26/084 que concedeu a amnistia a todos os mestres de traineiras de Peniche condenados pelas infrações cometidas na lei nº 1/572, sendo arquivados os respectivos processos. Para os armadores foi publicado o Decreto-Lei nº 26/085 condenando-os ao pagamento de uma multa de 2.500 escudos sendo possível o pagamento em doze prestações mensais. Para este desfecho contribuiu a crise na indústria da pesca, a dificuldade de pagamento por parte dos armadores e a importância para a economia nacional».
Na versão do acontecimento proveniente da tradição oral das gentes de Peniche, teriam seguido para Lisboa os mestres das traineiras envolvidos no motim e encarcerados na Cadeia do Limoeiro onde ficariam retidos durante três meses. Sem mestres não se pesca e a situação torna-se dramática. Sem trabalho nem peixe agrava-se a precaridade. Segundo consta, uma comissão de ‘homens bons’ de Peniche desloca-se então a Lisboa para tentar resolver o problema junto do Presidente da República Óscar Carmona. Mostra-se este sensibilizado, dizendo «Acima da Lei está a consciência dos homens». É voz corrente ser certo que quando a comissão volta a Peniche, os mestres já lá se encontram. 
«A 15 de Dezembro deslocou-se a Peniche o Presidente da República General Carmona para inaugurar o início das obras do porto de pesca, acompanhado pelos ministros do Interior e das Obras Públicas o General Amílcar Mota e o comandante Sequeira Braga. O policiamento de Peniche foi reforçado pelo Batalhão nº 229 e no seu discurso, o General Carmona recorda o tempo em que passou em Peniche como tenente. O que poderá ter sido preponderante para a amnistia dos pescadores, referindo-se ao tema com a frase: «A lei impunha-se, mas às vezes acima da lei há o coração humano» (idem : “O motim de 1935”). Entre a primeira versão da mesma frase e a segunda há uma pequena-grande diferença. Na segunda lemos «A lei impunha-se» e logo a seguir «mas às vezes acima da lei (...) : estas vezes eram então mais que muitas e inexistentes ou raras aquelas que tocavam o coração dos homens. 
Nesses anos conturbados, um dos mais importantes armadores de Peniche é Luís Correia Peixoto, que reside mesmo em frente da entrada do forte. Fotógrafo amador dedicado ao registo da faina marítima e do mar, deixaria um património iconográfico de considerável interesse e qualidade, que na sua maior parte se encontra em local desconhecido , além de dois livros em edição de autor, “Subsídios para a História da Arte de Anzol, Redes de Emalhar” e “Covos em Peniche” (2002), e ainda de uma publicação de bilhetes-postais ilustrados (2003). Parte dessas fotografias, depositada no Museu de Peniche, foi tema de uma exposição que aí teve lugar aquando da sua criação. 
Fernando Engenheiro, arquivista do Museu de Peniche durante anos, traça com idêntica e esforçada minúcia não só o perfil deste generoso democrata numa época em que a ditadura de Salazar era mais feroz mas também o de outro armador não menos importante mas que, sendo católico fervoroso, era cúmplice do regime : Francisco de Jesus Salvador.[carece de fontes?] Cineasta amador, é autor com algum talento de curtas-metragens sobre a construção das suas traineiras e de visitas de ilustres notáveis como o almirante Américo Tomás, Henrique Tenreiro ou o cardeal-patriarca Manuel Gonçalves Cerejeira, conhecido como “Príncipe da Igreja” . 
Filme mudo, a preto e branco, tem algo de arrepiante : desvela ingenuamente poses bem estudadas e a encenação ostensiva de um grande senhor cheio de si próprio, transbordante de poder e de falsa simpatia. Aliás e paradoxalmente, qualquer um dos filmes de Francisco Salvador, dá-nos hoje a ver o contrário daquilo que pretendia. Revela aspectos não só da sua vida pública, tal era seu desejo, como também da sua vida privada sem estar ciente do que fazia. Tanto mostra gente submissa em tarefas do dia a dia, tais como um menino pobrezinho bem comportado, deslumbrado com o espetáculo graças à gentileza de um trabalhador do mar ao serviço do seu bom patrão (os miúdos típicos da época são em geral ranhosos, malcriados  e maltratados) como o encanto brejeiro da sua elegante e bem torneada jovem esposa no memorável bota-a-baixo da sua nova traineira, o Campeão, logo seguido de outras belezas como as do Cabo Carvoeiro, o barco navegando de Peniche de Cima para Peniche de Baixo. É gloriosa a chegada do Campeão ao novo porto de pesca. E não se mostra nem se insinua que tal feito tem a sua marca.
Ficamos hoje um pouco chocados com tais subtilezas. À época raros eram aqueles que não aplaudiam. O significado de práticas como estas será indispensável a quem se dedica ao estudo da História Contemporênea. Indispensável será a quem procura respostas para um conhecimento adequado do Museu de Peniche. Em benefício de todos nós, a resistência ao fascismo sempre foi e terá de ser partilhada, com toda a legitimidade, entre as gentes da terra e quem esteve preso no forte. 

## Arqueologia

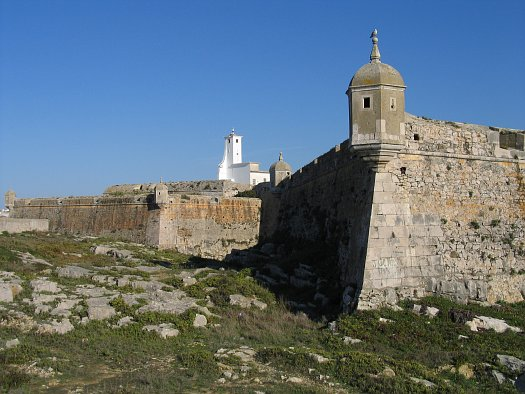
Forte de Peniche (em primeiro plano: fosso defensivo da fortificação)

O município de Peniche e a faixa marítima adjacente têm sido objeto, desde os finais do século XIX e, em particular, nos últimos anos do século XX e na década seguinte, de inúmeros projetos de investigação no campo da arqueologia, com trabalhos em que se tem lentamente reconstituído a sua história e a das suas gentes.

### Povoamento napré-história
A Furninha revela vestígios de presença humana desde a época do Homem de Neandertal (há cerca de 30.000 anos). É o sítio neandertal mais ocidental da Europa e do mundo. Pela sua história e características, a gruta da Furninha é património de considerável importância.

### Colonização fenícia e romana
A arqueologia mais recente, envolvendo o período de colonização fenícia e romana, dá-nos a conhecer ainda o retrato de um território que detinha uma posição de charneira no contexto de uma navegação comercial inter-regional e que acolhia, nos seus fundeadouros e estruturas portuárias, embarcações de grande tonelagem, como parece comprovado pela descoberta no mar da Berlenga de vários  cepos de âncora em chumbo, entre os quais dois com cerca de 2,55 e 2,63m., com  o peso de 423 e 422 kg. respetivamente. Um deles continha pequenos fragmentos da alma (haste) de madeira cuja datação por radiocarbono indica ter origem entre os finais do século V e o início do século IV a.C.. Este facto permite-nos admitir a hipótese de «que este cepo pré-romano seja o mais antigo cepo de âncora conhecido de toda a Antiguidade podendo mesmo fazer recuar a data em que se pensava ter ocorrido a generalização do uso de cepos em chumbo no Mediterrâneo».
Estes navios transportavam ânforas com vinho andaluz ou conservas de peixe lusitanas. A integração deste território nesta rede comercial de longo alcance terá favorecido a implantação de uma unidade fabril produtora de preparados piscícolas de garum, apoiada por um precoce complexo oleiro, situado no Morraçal da Ajuda
 onde se fabricavam ânforas destinadas ao transporte da sua produção conserveira, realidade que perpetua a memória de uma atividade piscatória e industrial que ainda hoje, cerca de dois milénios depois, continua a pautar a vivência económica e social da gentes de Peniche.

### Geologia e paleontologia
À importância das formações geológicas da península, juntam-se jazidas fósseis de características únicas e de não menor relevância. Concentram-se as mais importantes na costa norte, numa arriba argilosa situada entre o ilhéu da Papôa de origem vulcânica, e os rochedos calcários a sul, com inclusão do Cabo Carvoeiro. Existem nessa zona vestígios em grande número de animais marinhos de corpo mole em estado excecional de preservação, não só do Jurássico como do Cambriano: há registo de animais do Cambriano que aí viveram há mais de 540 milhões de anos.

## Etnografia e antropologia cultural

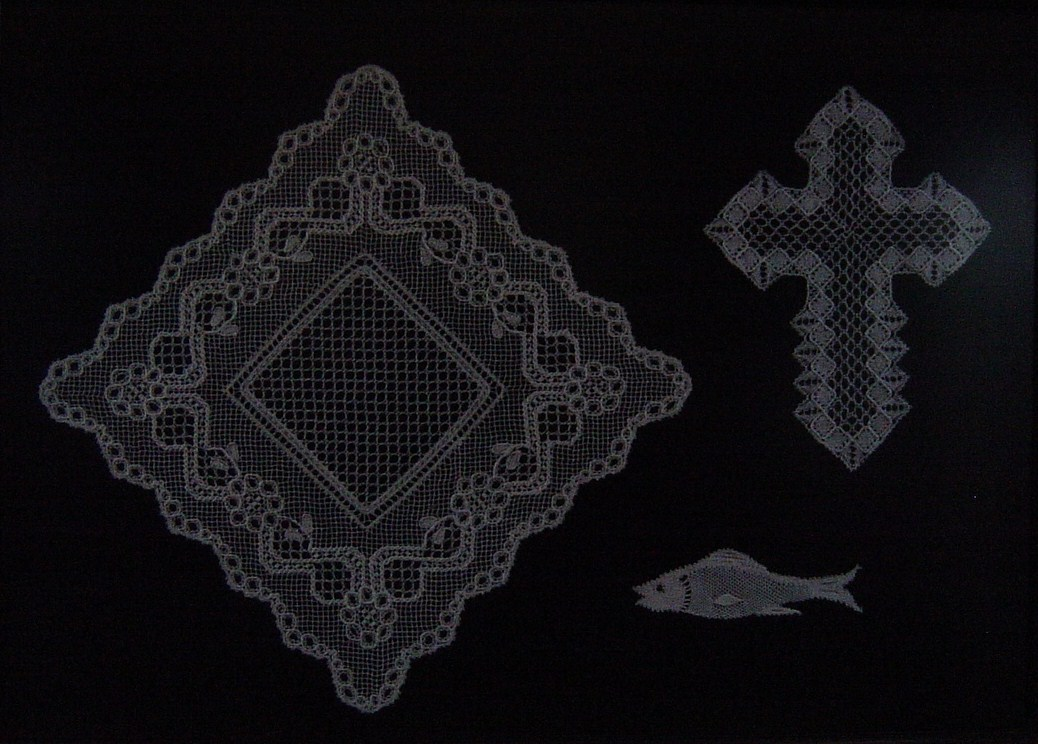
Renda de Bilros de Peniche

O território de Peniche, primitivamente povoado pelo Homem de Neandertal, foi ao longo do tempo habitado por etnias migrantes que se dedicavam tanto à pesca como à agricultura.  
Nas áreas circundantes do município predominava o amanho da terra, que desde sempre abasteceu a povoação.  
O solo das aldeias periféricas era e ainda é particularmente fértil, ao passo que o da península era arenoso e pouco propício ao cultivo de legumes, permitindo todavia a plantação de certas árvores de fruto, em particular de figueiras, que davam pequenos figos doces. Na costa sul, perto do Cabo Carvoeiro, havia pequenas quintas com muros de pedra onde se cultivava vinha de uva branca da qual se extraía um excelente vinho. O escritor José Cardoso Pires, enólogo nas suas horas de boémia, considerava o vinho branco de Peniche o melhor de Portugal.
A memória de naufrágios, a arreigada religiosidade das gentes do mar e a típica gastronomia constituem importantes traços de um povo que projeta em gerações vindouras a herança de um longo passado coletivo. Percorrer o município de Peniche é embarcar numa peculiar viagem pela História, com abundantes testemunhos nas áreas da antropologia cultural e da antropologia visual.

## Património arquitectónico e natural
O município de Peniche possui o seguinte património arquitectónico e histórico: 
- Fortaleza de Peniche
- Igreja de São Pedro[55]

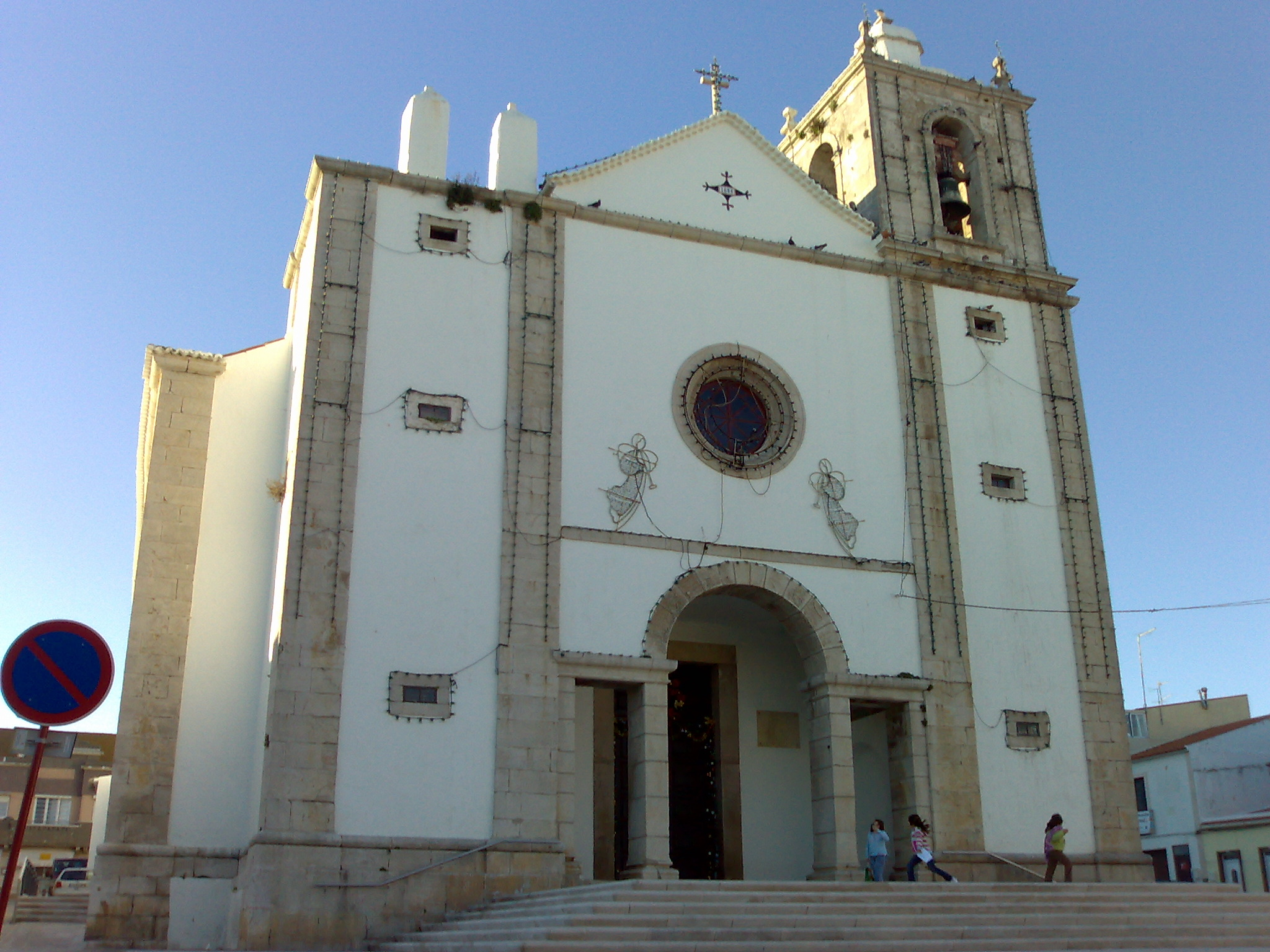
Igreja de São Pedro em Peniche

- Igreja de Nossa Senhora da Conceição, em Peniche
- Igreja da Misericórdia de Peniche[56][ligação inativa]
- Capela de Nossa Senhora dos Remédios
- Igreja de São Leonardo, em Atouguia da Baleia
- Fonte gótica de Atouguia da Baleia[57]
- Pelourinho de Atouguia da Baleia
- Igreja de Nossa Senhora da Conceição, Atouguia da Baleia
- Praça-forte de Peniche - no lado sul, junto ao mar, fica a fortaleza do século XVI, usada como prisão durante o regime de Salazar. Ficou famosa pela fuga do líder comunista Álvaro Cunhal.
- Muralha de Peniche - a cidade de Peniche está em parte rodeada por muralhas do século XVI.[58][ligação inativa]
- Farol do Cabo Carvoeiro
- Grutas dos Bôlhos[59]
- Gruta da Furninha (monumento arqueológico)

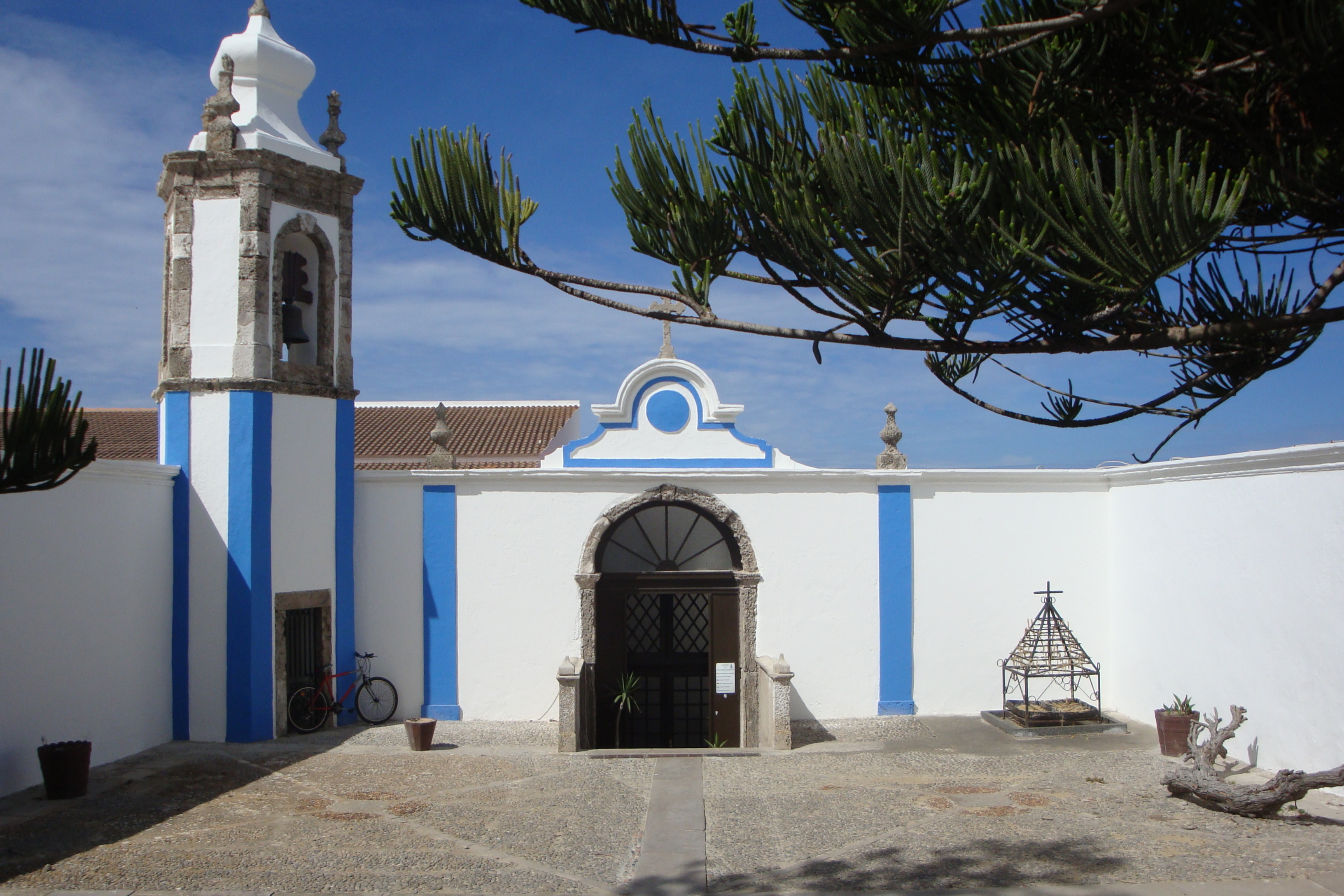
Santuário de Nossa Senhora dos Remédios (Cabo Carvoeiro)

## Patrimónioiconográfico
Durante a primeira metade do século XX Peniche foi uma das terras portuguesas mais ricas em produção fotográfica, proporcionalmente à sua população. Tal produção envolve profissionais e amadores, tanto no retrato como na paisagem. Faz parte do espólio do Museu Municipal ou é pertença de particulares. É de supor que este facto se deve tanto à singularidade geológica da península como à importância do seu porto de pesca. Nessa época, floresceu aí  uma classe média que vivia do comércio de retalho e que, juntamente com outros de profissões emergentes como os mecânicos e certos armadores, se fazia representar com retratos de família ou se destacava coleccionando fotografias da activivade piscatória da vila ou de aspectos peculiares das suas encostas. Locais de consumo como cafés, bares e restaurantes primam hoje em exibir fotografias dessas.
Além de alguns fotógrafos desconhecidos, o armador Luís Correia Peixoto deixou um legado considerável de fotografias de reconhecida qualidade. Francisco Salvador, outro importante armador de Peniche, cineasta amador, realizou algumas curtas-metragens históricas ilustrando aspectos da faina e da construção naval nas décadas 50/60. Tocado por uma estética depurada, o fotógrafo Pedro Cabral prosseguirá nessa tradição durante os anos vindouros. No cinema, entre outros profissionais, Ricardo Costa será quem mais importantes registos deixará das fainas e das gentes do mar de Peniche.

## Economia

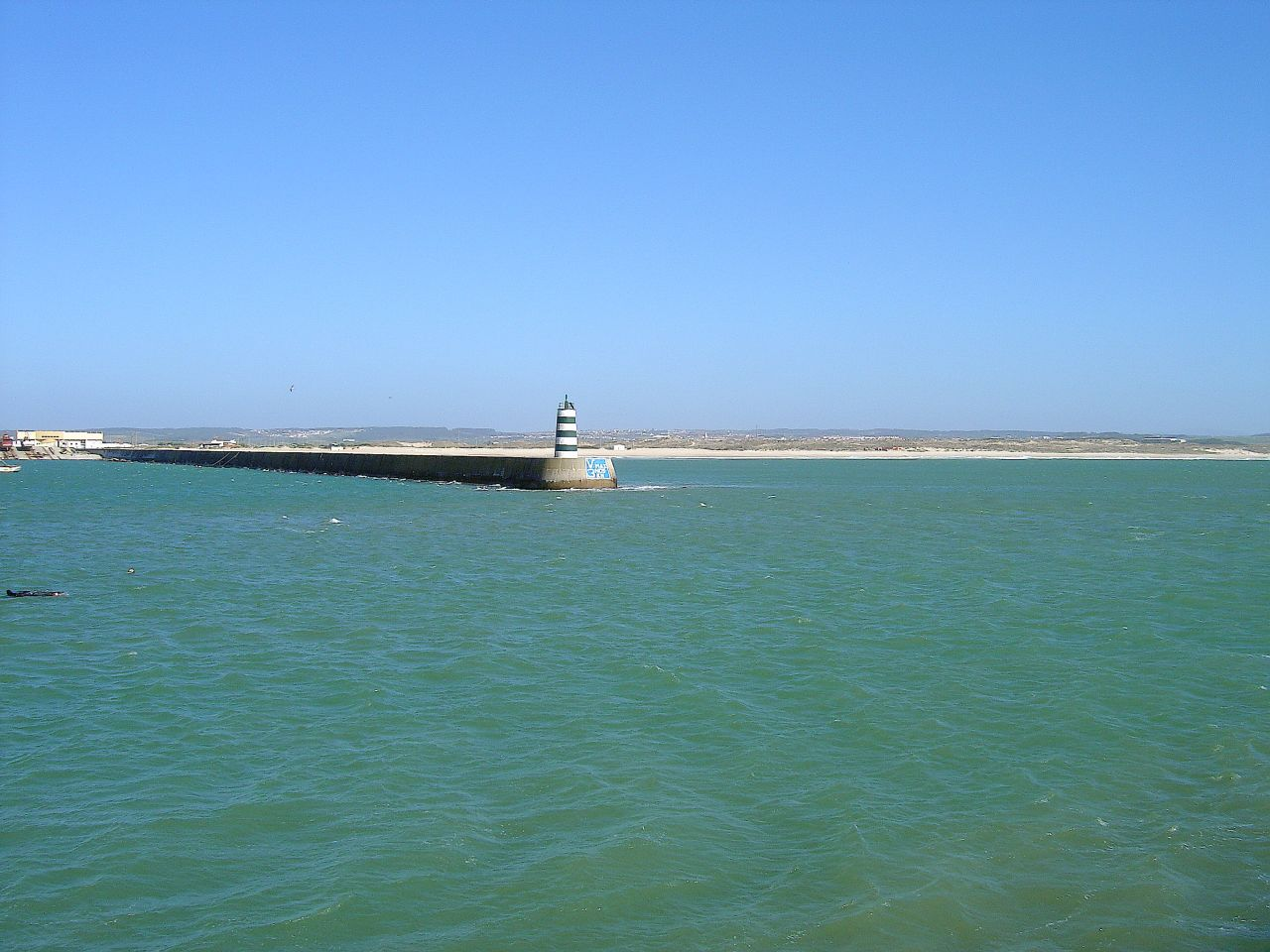
Barra do Porto de Peniche

Em 2009, segundo dados do INE, o poder de compra per capita, no município de Peniche, esteve 13,92% abaixo da média nacional e representou 0,232% do poder de compra português. Só não é mais baixo, segundo o mesmo estudo, devido a fluxos populacionais induzidos pela atividade turística associados à dinâmica comercial (Fator Dinamismo Relativo é positivo: 0,215).
Durante muitos anos, a principal atividade económica deste município foi a pesca, hoje em declínio. O Porto de Peniche, que se encontra situado na costa sul da península, é apesar de tudo um dos principais portos de pesca portugueses.
A vida dos trabalhadores do mar era aqui marcada por privações dramáticas que subsistiram até à segunda década do século passado, quando as embarcações à vela foram substituídas por traineiras equipadas primitivamente com motores a petróleo e depois a gasóleo. Esse progresso seria um contributo decisivo para melhorar as condições de vida das gentes da terra, tanto as dos marítimos como as de uma pequena burguesia vivendo de serviços e do comércio a retalho. O progresso tecnológico beneficiou sobretudo um grupo restrito de armadores perspicazes que ousaram investir. Entre altos e baixos, os trabalhadores do mar sofreram as agruras de uma classe desfavorecida,[carece de fontes?] enquanto a construção naval evoluía com técnicas distintivas que de algum modo prevalecem.
Com a redução da atividade pesqueira, o turismo é tido hoje como essencial para o desenvolvimento económico da cidade e do município de Peniche. Para isto contribui a realização anual, desde 2009, de uma das dez etapas do Circuito Mundial de Surf. Segundo um estudo realizado pelo Grupo de Investigação em Turismo (GITUR) do Instituto Politécnico de Leiria a edição de 2012 do Rip Curl Pro Portugal gerou um lucro de 7,9 milhões de euros, um impacto fiscal de 926 529 euros e um retorno mediático de 18 milhões de euros (quase mais 10 milhões do que em 2009). O facto de ser uma das duas provas realizadas em solo europeu, juntamente com o Quicksilver Pro France, faz com que cerca de 1/3 dos 130 mil espetadores sejam estrangeiros, provenientes maioritariamente de Espanha, Reino Unido, Alemanha e França. De 2009 a 2012, o evento já teve um impacto económico acumulado de 26 milhões de euros.

## Desporto

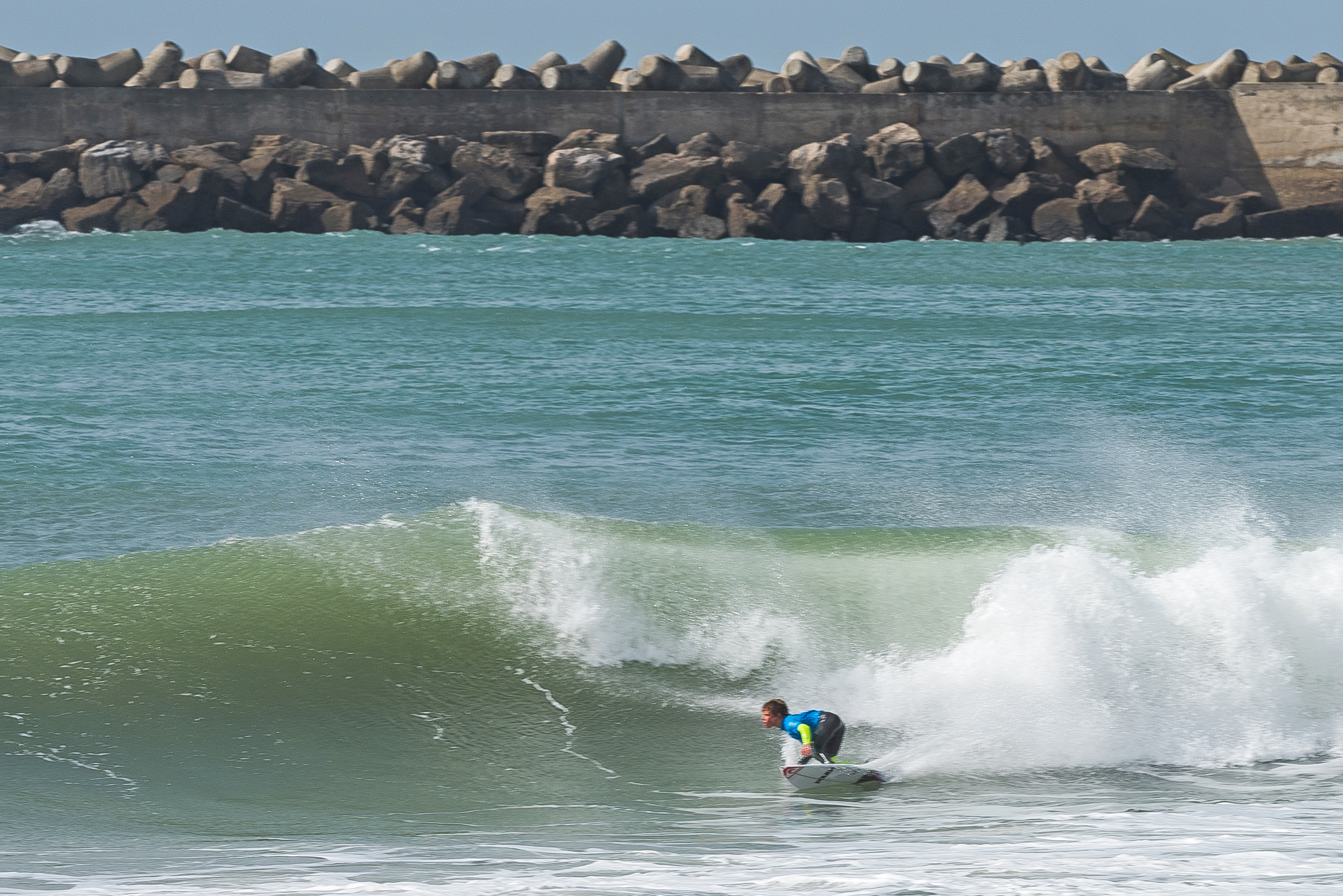
Surf na praia dos Supertubos

A cidade de Peniche é conhecida internacionalmente pelas condições excecionais que possui para a prática de desportos náuticos tais como Surf, Bodyboard ou o mergulho.
A praia dos Supertubos (médão grande), palco de inúmeros eventos internacionais relacionados com estas modalidades, é um ex libris para surfistas de todo o mundo. As suas condições naturais criam ondas perfeitas para essas práticas, independentemente da direção das ondas e ventos. Outras praias do município são, também elas, excelentes para os amantes destas modalidades.
É na praia dos Supertubos, palco de uma das mais importantes provas internacionais de surf, que decorreu uma das etapas do ASP World Tour. Peniche recebeu a primeira etapa do Rip Curl Pro Peniche em 2009.
Peniche tem ainda uma equipa de futebol, o Grupo Desportivo de Peniche e um estádio (Estádio do Grupo Desportivo de Peniche).
Pertencente à Paróquia de Peniche, existe o Clube Stella Maris de Peniche que disponibiliza à população inúmeras modalidades. Este clube atua no Pavilhão Polivalente.
O Peniche Amigos Clube, é também conhecido pelas suas equipas de triatlo e futsal, tendo como sede o Pavilhão da Escola D. Luís de Ataíde.
Peniche foi a cidade berço do triatlo em Portugal. O primeiro triatlo português e desde então apelidado como "Triatlo de Peniche" foi realizado em 15 de Agosto de 1984. Atualmente a prova é pontuável para o ranking nacional absoluto e engloba a Taça de Portugal e o Campeonato Nacional Universitário, tal como uma prova aberta ao público menos experiente.
Em 2016, duas atletas residentes no município de Peniche participaram nos Jogos Olimpicos de Verão de 2016, Telma Santos em Badminton feminino individual e Victoria Kaminskaya em provas de natação.

## População
| Número de habitantes | Número de habitantes | Número de habitantes | Número de habitantes | Número de habitantes | Número de habitantes | Número de habitantes | Número de habitantes | Número de habitantes | Número de habitantes | Número de habitantes | Número de habitantes | Número de habitantes | Número de habitantes | Número de habitantes | Número de habitantes |
| -------------------- | -------------------- | -------------------- | -------------------- | -------------------- | -------------------- | -------------------- | -------------------- | -------------------- | -------------------- | -------------------- | -------------------- | -------------------- | -------------------- | -------------------- | -------------------- |
| 1864                 | 1878                 | 1890                 | 1900                 | 1911                 | 1920                 | 1930                 | 1940                 | 1950                 | 1960                 | 1970                 | 1981                 | 1991                 | 2001                 | 2011                 | 2021                 |
| 6 324                | 6 775                | 7 668                | 8 199                | 9 692                | 12 565               | 16 019               | 18 009               | 21 203               | 22 200               | 21 202               | 25 627               | 25 880               | 27 315               | 27 753               | 26 429               |

(Obs.: Número de habitantes "residentes", ou seja, que tinham a residência oficial neste município à data em que os censos se realizaram.)
| Número de habitantes por Grupo Etário | Número de habitantes por Grupo Etário | Número de habitantes por Grupo Etário | Número de habitantes por Grupo Etário | Número de habitantes por Grupo Etário | Número de habitantes por Grupo Etário | Número de habitantes por Grupo Etário | Número de habitantes por Grupo Etário | Número de habitantes por Grupo Etário | Número de habitantes por Grupo Etário | Número de habitantes por Grupo Etário | Número de habitantes por Grupo Etário | Número de habitantes por Grupo Etário | Número de habitantes por Grupo Etário |
| ------------------------------------- | ------------------------------------- | ------------------------------------- | ------------------------------------- | ------------------------------------- | ------------------------------------- | ------------------------------------- | ------------------------------------- | ------------------------------------- | ------------------------------------- | ------------------------------------- | ------------------------------------- | ------------------------------------- | ------------------------------------- |
|                                       | 1900                                  | 1911                                  | 1920                                  | 1930                                  | 1940                                  | 1950                                  | 1960                                  | 1970                                  | 1981                                  | 1991                                  | 2001                                  | 2011                                  | 2021                                  |
| 0-14 Anos                             | 2 859                                 | 3 506                                 | 4 643                                 | 5 761                                 | 6 373                                 | 6 588                                 | 6 664                                 | 6 010                                 | 6 613                                 | 5 419                                 | 4 331                                 | 4 119                                 | 3 525                                 |
| 15-24 Anos                            | 1 374                                 | 1 729                                 | 2 327                                 | 3 152                                 | 3 201                                 | 4 112                                 | 3 806                                 | 3 675                                 | 4 217                                 | 4 120                                 | 4 056                                 | 2 867                                 | 2 624                                 |
| 25-64 Anos                            | 3 373                                 | 3 994                                 | 5 007                                 | 6 594                                 | 7 605                                 | 9 167                                 | 10 289                                | 10 000                                | 12 193                                | 13 075                                | 14 373                                | 15 065                                | 13 390                                |
| = ou > 65 Anos                        | 575                                   | 571                                   | 578                                   | 700                                   | 862                                   | 1 176                                 | 1 441                                 | 1 870                                 | 2 604                                 | 3 266                                 | 4 555                                 | 5 702                                 | 6 890                                 |

(Obs.: De 1900 a 1950 os dados referem-se à população "de facto", ou seja, que estava presente no município à data em que os censos se realizaram. Daí que se registem algumas diferenças relativamente à designada população residente.)

## Geminações
Lista de geminações de Peniche:
- Camariñas, Espanha
- Novedrate, Itália

## Política
O município de Peniche é administrado por uma câmara municipal composta por 7 vereadores. Existe uma assembleia municipal, que é o órgão legislativo do município, constituída por 25 deputados (dos quais 21 eleitos diretamente).
O cargo de Presidente da Câmara Municipal é atualmente ocupado por Henrique Bertino eleito nas eleições autárquicas de 2021 pelo Grupo de Cidadãos Eleitores por Peniche (lista independente), tendo maioria relativa de vereadores na câmara (2). Existem ainda dois vereadores eleitos pelo Partido Social Democrata, dois vereadores eleitos pelo Partido Socialista e uma vereadora eleita pela Coligação Democrática Unitária (composta pelo Partido Comunista Português e pelo Partido Ecologista "Os Verdes"). Na Assembleia Municipal a força política mais representada é o PS com 6 deputados eleitos e 1 presidente de Junta de Freguesia (maioria relativa), seguindo-se o GCEPP (6; 1), o PPD/PSD (6; 1), a CDU (3; 1) e o Chega (1). O Presidente da Assembleia Municipal é Joaquim Raul Farto, do PS.
| Órgão                           | GCEPP | PPD/PSD | PS | CDU | CH |
| Câmara Municipal                | 2     | 2       | 1  | 1   | 0  |
| Assembleia Municipal            | 7     | 7       | 7  | 3   | 1  |
| dos quais: eleitos directamente | 6     | 6       | 6  | 2   | 1  |

### Eleições autárquicas
| Ano  | %    | M  | %            | M            | %       | M       | %           | M           |
| Ano  | PS   | PS | FEPU/APU/CDU | FEPU/APU/CDU | PPD/PSD | PPD/PSD | GCE (GCEPP) | GCE (GCEPP) |
| ---- | ---- | -- | ------------ | ------------ | ------- | ------- | ----------- | ----------- |
| 1976 | 34,5 | 3  | 30,4         | 2            | 21,2    | 2       |             |             |
| 1979 | 27,0 | 2  | 30,8         | 2            | 39,8    | 3       |             |             |
| 1982 | 36,1 | 3  | 26,3         | 2            | 34,1    | 2       |             |             |
| 1985 | 18,6 | 1  | 33,5         | 3            | 39,1    | 3       |             |             |
| 1989 | 32,8 | 2  | 14,4         | 1            | 45,1    | 4       |             |             |
| 1993 | 34,6 | 3  | 16,7         | 1            | 38,7    | 3       |             |             |
| 1997 | 41,3 | 3  | 21,3         | 1            | 32,3    | 3       |             |             |
| 2001 | 39,4 | 3  | 29,4         | 2            | 25,1    | 2       |             |             |
| 2005 | 28,7 | 2  | 38,3         | 3            | 27,2    | 2       |             |             |
| 2009 | 19,2 | 1  | 44,1         | 4            | 29,0    | 2       |             |             |
| 2013 | 24,2 | 2  | 41,3         | 3            | 22,9    | 2       |             |             |
| 2017 | 18,7 | 1  | 15,1         | 1            | 29,0    | 2       | 31,0        | 3           |
| 2021 | 24,5 | 2  | 10,3         | 1            | 26,3    | 2       | 30,0        | 2           |

| Ano  | %    | M  | %            | M            | %       | M       | %      | M      | %    | M  | %           | M           |
| Ano  | PS   | PS | FEPU/APU/CDU | FEPU/APU/CDU | PPD/PSD | PPD/PSD | CDS-PP | CDS-PP | CH   | CH | GCE (GCEPP) | GCE (GCEPP) |
| ---- | ---- | -- | ------------ | ------------ | ------- | ------- | ------ | ------ | ---- | -- | ----------- | ----------- |
| 1976 | 36,7 | 4  | 29,3         | 3            | 21,4    | 2       | 7,7    | 1      |      |    |             |             |
| 1979 | 27,7 | 10 | 29,7         | 11           | 39,6    | 14      |        |        |      |    |             |             |
| 1982 | 36,4 | 13 | 26,0         | 9            | 34,1    | 13      |        |        |      |    |             |             |
| 1985 | 20,5 | 4  | 31,2         | 7            | 38,8    | 9       | 5,8    | 1      |      |    |             |             |
| 1989 | 34,0 | 8  | 14,6         | 3            | 43,1    | 10      | 3,8    | -      |      |    |             |             |
| 1993 | 36,0 | 8  | 16,5         | 3            | 37,2    | 9       | 5,8    | 1      |      |    |             |             |
| 1997 | 42,5 | 10 | 20,6         | 4            | 31,3    | 7       |        |        |      |    |             |             |
| 2001 | 38,5 | 9  | 27,3         | 6            | 27,2    | 6       | 3,2    | -      |      |    |             |             |
| 2005 | 29,2 | 7  | 36,0         | 8            | 28,2    | 6       | 1,9    | -      |      |    |             |             |
| 2009 | 22,6 | 5  | 40,5         | 9            | 29,8    | 7       |        |        |      |    |             |             |
| 2013 | 25,0 | 6  | 37,6         | 9            | 26,2    | 6       |        |        |      |    |             |             |
| 2017 | 19,6 | 4  | 15,1         | 3            | 28,9    | 7       | 1,1    | -      | 29,2 | 7  |             |             |
| 2021 | 26,3 | 6  | 11,3         | 2            | 25,2    | 6       |        |        | 4,4  | 1  | 25,9        | 6           |

### Eleições legislativas
| Ano  | %    | %       | %           | %      | %    | %    | %    | %   | %    | %    | %   | %       | % | %  | %  |
| Ano  | PS   | PPD/PSD | PCP/APU/CDU | CDS-PP | UDP  | AD   | FRS  | PRD | PSN  | B.E. | PAN | PSD CDS | L | CH | IL |
| ---- | ---- | ------- | ----------- | ------ | ---- | ---- | ---- | --- | ---- | ---- | --- | ------- | - | -- | -- |
| 1976 | 46,1 | 16,1    | 14,4        | 11,8   | 1,7  |      |      |     |      |      |     |         |   |    |    |
| 1979 | 33,8 | AD      | 20,7        | AD     | 1,5  | 37,5 |      |     |      |      |     |         |   |    |    |
| 1980 | FRS  | AD      | 18,5        | AD     | 1,1  | 38,2 | 35,2 |     |      |      |     |         |   |    |    |
| 1983 | 44,9 | 23,4    | 18,1        | 7,9    | 0,9  |      |      |     |      |      |     |         |   |    |    |
| 1985 | 22,6 | 25,3    | 17,9        | 6,0    | 1,5  | 22,1 |      |     |      |      |     |         |   |    |    |
| 1987 | 25,2 | 47,3    | 12,8        | 3,6    | 0,9  | 4,6  |      |     |      |      |     |         |   |    |    |
| 1991 | 30,0 | 50,4    | 9,0         | 3,1    | -    | 0,7  | 2,1  |     |      |      |     |         |   |    |    |
| 1995 | 47,8 | 31,2    | 8,6         | 8,4    | 0,6  |      | -    |     |      |      |     |         |   |    |    |
| 1999 | 50,2 | 28,5    | 8,5         | 6,9    |      | 0,2  | 1,8  |     |      |      |     |         |   |    |    |
| 2002 | 41,7 | 35,6    | 8,6         | 8,3    |      | 2,2  |      |     |      |      |     |         |   |    |    |
| 2005 | 45,9 | 26,2    | 11,4        | 6,1    | 5,4  |      |      |     |      |      |     |         |   |    |    |
| 2009 | 33,5 | 26,1    | 12,3        | 10,5   | 9,9  |      |      |     |      |      |     |         |   |    |    |
| 2011 | 24,8 | 38,1    | 10,6        | 11,0   | 6,0  | 1,4  |      |     |      |      |     |         |   |    |    |
| 2015 | 31,8 | CDS     | 11,2        | PSD    | 10,4 | 1,6  | 33,9 | 0,7 |      |      |     |         |   |    |    |
| 2019 | 38,0 | 23,8    | 7,5         | 3,0    | 9,9  | 3,2  |      | 0,8 | 2,1  | 0,7  |     |         |   |    |    |
| 2022 | 43,1 | 24,8    | 5,4         | 1,3    | 4,8  | 1,5  | 1,0  | 9,8 | 4,0  |      |     |         |   |    |    |
| 2024 | 27,6 | AD      | 4,3         | AD     | 24,8 | 4,2  | 2,1  | 2,8 | 23,6 | 4,8  |     |         |   |    |    |

## Freguesias

Freguesias do município de Peniche.

O município de Peniche está dividido em quatro freguesias:
- Atouguia da Baleia
- Ferrel
- Peniche
- Serra d'El-Rei

## Praias
- Supertubos (a sul)
- Consolação (a sul)
- Gamboa (a norte)
- Baleal (a norte)
- Peniche de Cima (a norte)
- Peniche de Baixo (a sul)

## Gastronomia
Sendo a pesca historicamente a principal atividade económica do município, é com alguma naturalidade que a gastronomia local reflete essa realidade.
- Caldeirada de Peniche
- Amigos de Peniche
- Sequinho de peixe (Peniche)
- Lagosta suada à moda de Peniche[87]
- Sardinha assada[88]
- Pastéis de Peniche
- Ésses de Peniche[89]

## Galeria de imagens

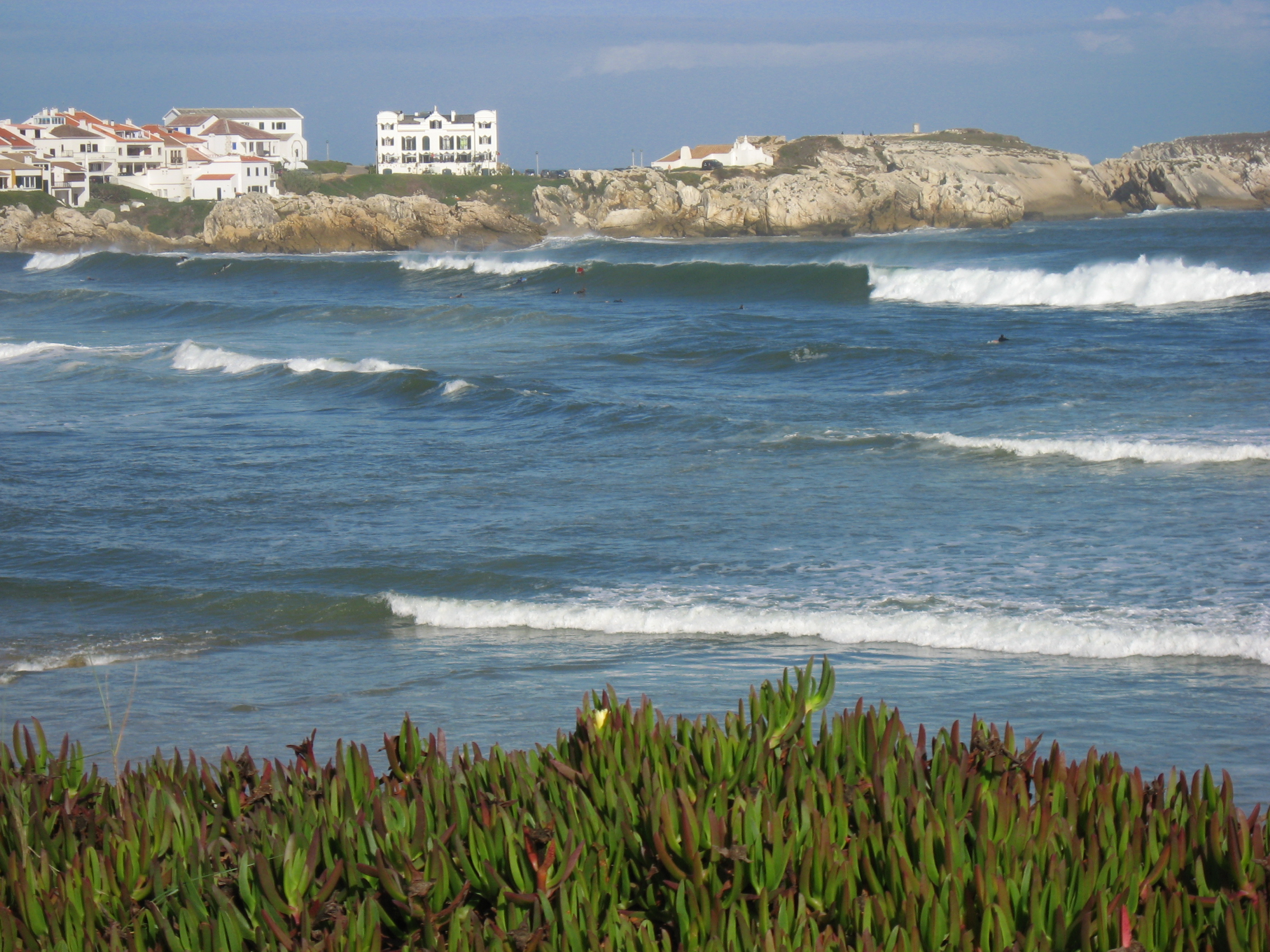
Praia do Baleal
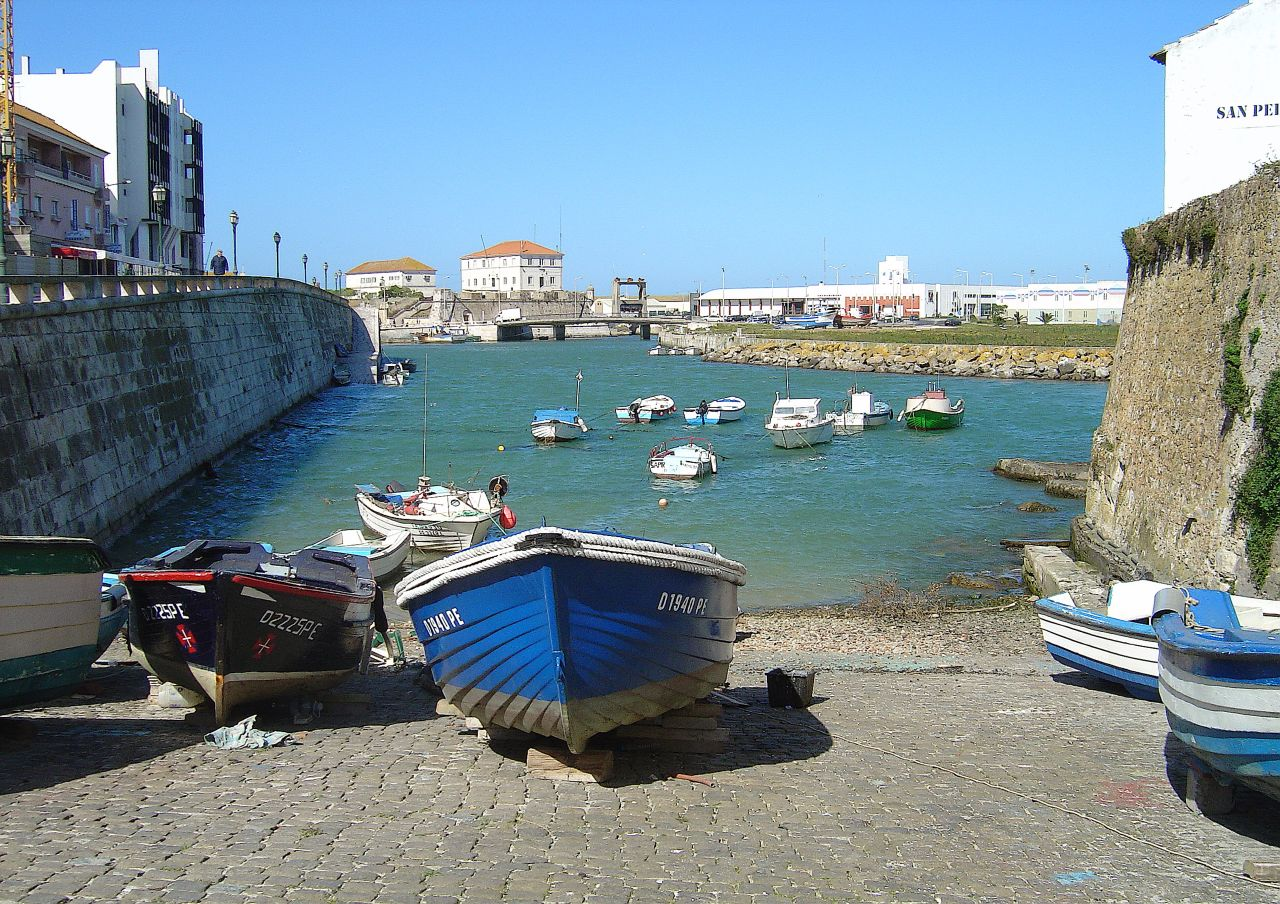
Doca de Peniche
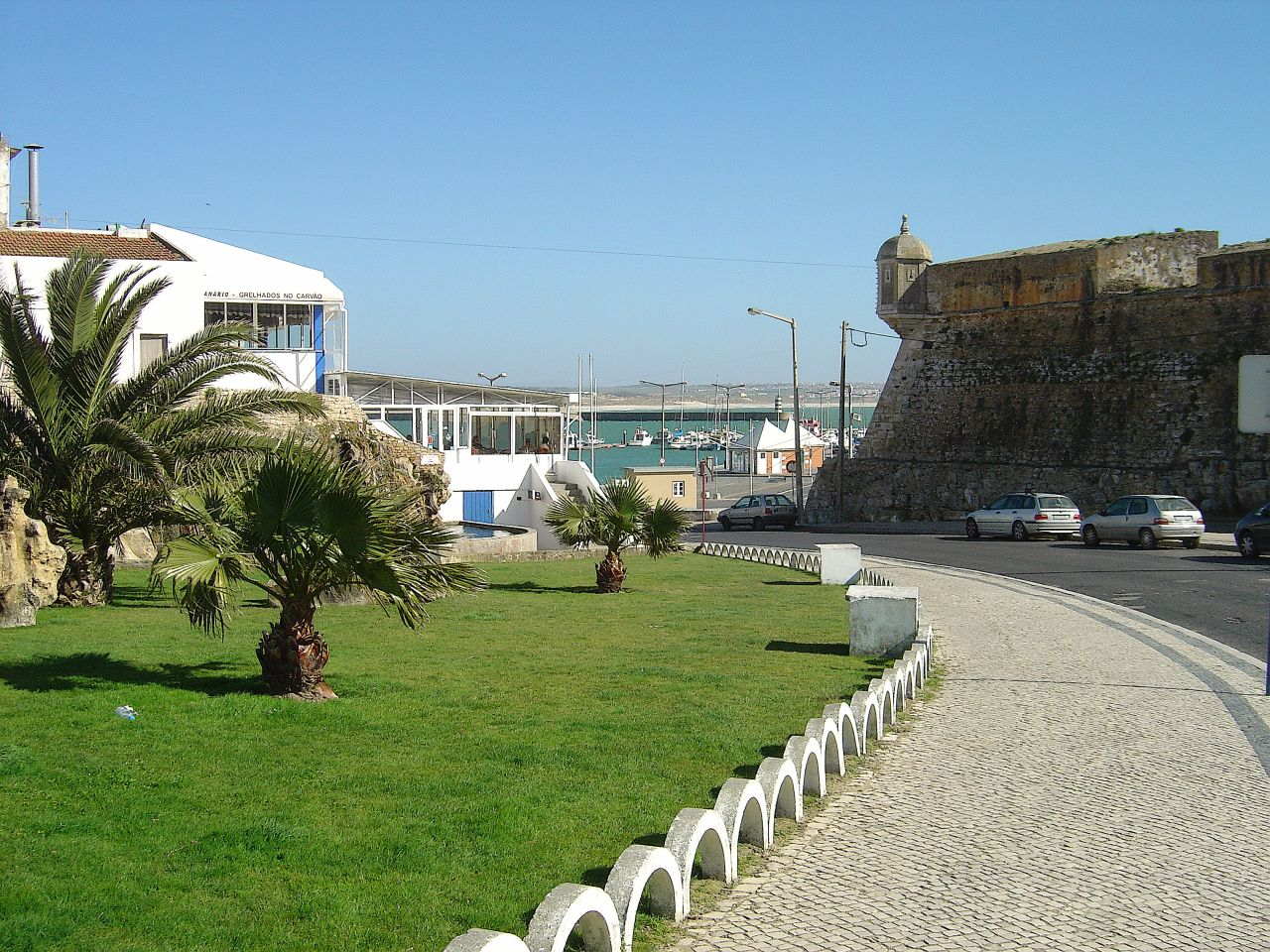
Jardim junto à Praça-forte
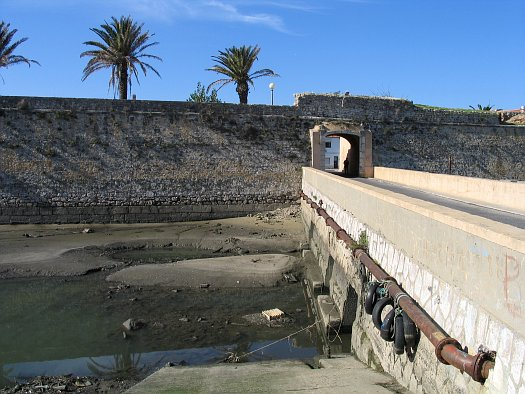
Muralha de Peniche (Porta da Ponte)
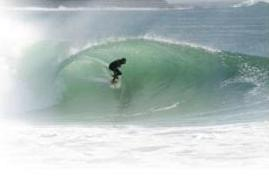
Supertubos
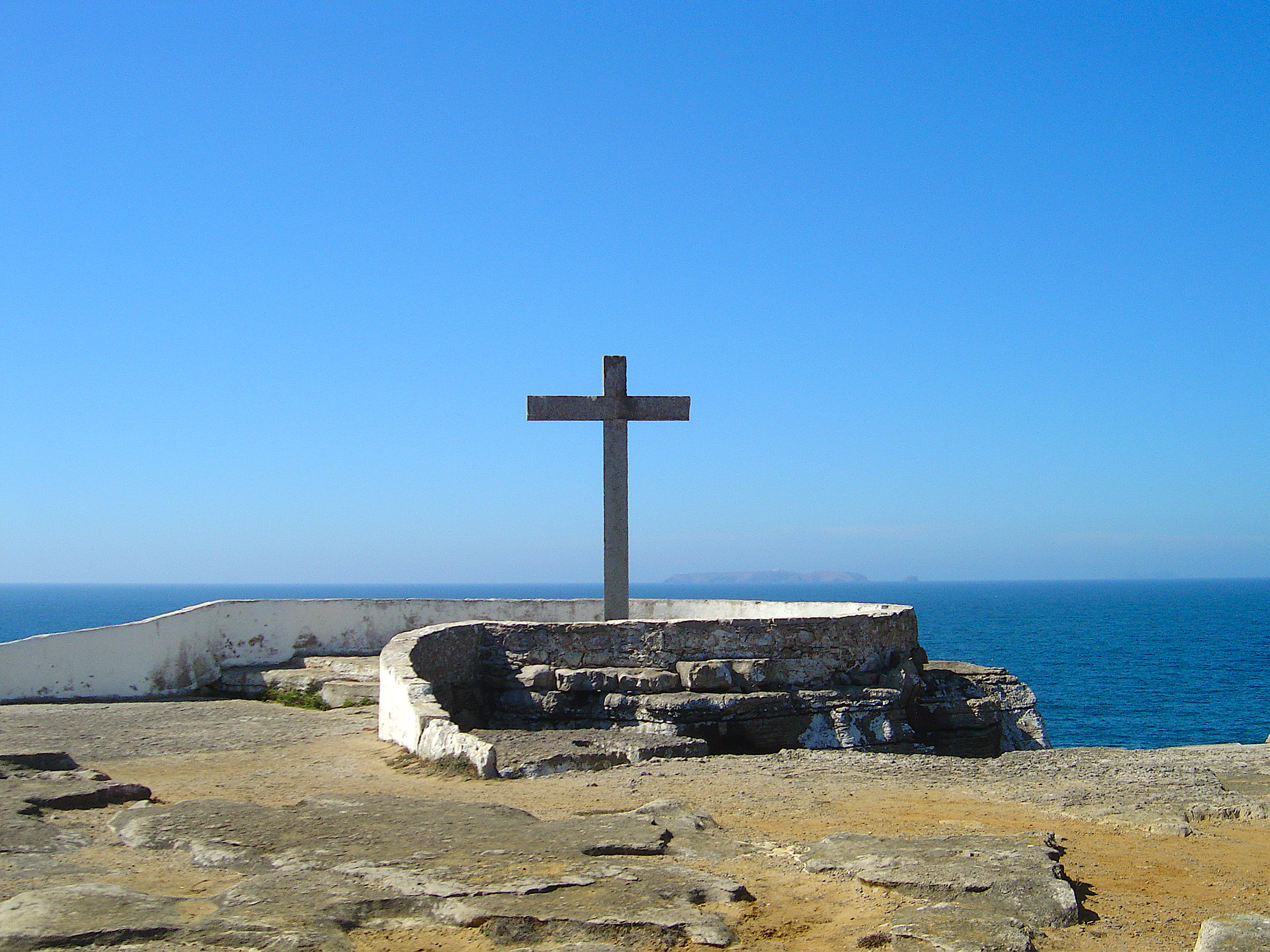
Cruz dos Remédios, ao fundo as Berlengas
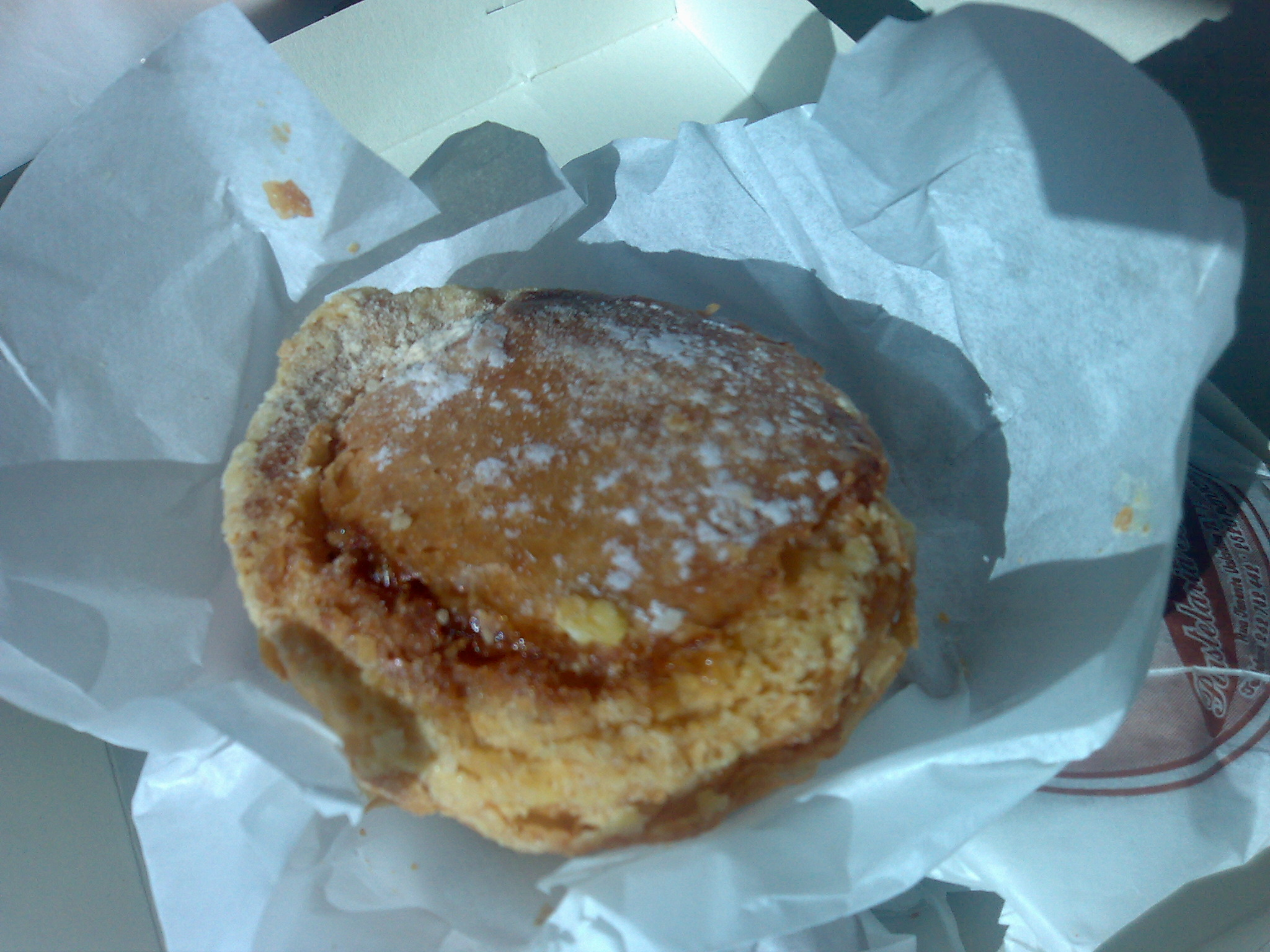
Amigo de Peniche, um bolo típico da cidade